# Grada (bedrijf)
Grada Producten B.V. was een fabriek in Amsterdam die afwas- en bleekmiddelen, wasverzachters, schoonmaak- en schuurmiddelen produceerde. Het bedrijf vervaardigde ook de daarvoor nodige kunststofverpakkingen. 
Naast de fabriek aan de Haarlemmerweg 512/516 in Amsterdam waren er later productiefabrieken van Grada in Amersfoort, Apeldoorn en in de wijk Kapel in 't Zand in Roermond (1948-ca. 1964).
In 1971 werd besloten tot een fusie tussen Grada en concurrent Loda in Breda. Bij Loda werkten toen 70 mensen, en bij Grada 150 mensen. Grada was eigendom van het Franse wasmiddelenbedrijf Cotelle et Foucher. De bedoeling was dat beide moederbedrijven elk de helft van de aandelen zouden verkrijgen. De Loda-vestiging aan de Teteringsedijk in Breda ging Grada heten en bleef de productievestiging van het gefuseerde bedrijf. In 1984 werd het Apeldoornse bedrijf Aerofako overgenomen. Een jaar later komen er een nog nieuwe vulhal in Breda en een groot distributiecentrum in Oosterhout bij. Weer later was Grada in handen van Akzo en Sara Lee/Douwe Egberts, waarna het in handen kwam van de holding Trimoteur, waarin drie aandeelhouders waren verenigd. 
Bij de sluiting van de Gradafabriek in 2004 vielen 135 ontslagen.